# Olaf Gulbransson
Olaf Gulbransson (Oslo, 26. svibnja 1873. – München, 18. rujna 1958.), norveški crtač i slikar.
Od 1902. živio je u Münchenu, gdje je kao suradnika Simplicismusa postao vodeča ličnost u političkoj i društvenoj karikaturi, koju je uzdigao na kvalitetnu likovnu razinu. 
Izbor svojih karikatura objavio je u nekoliko mapa: 
- "Znameniti suvremenici"
- "Iz mojeg pretinca"